# 칸첸중가산
칸첸중가산(영어: Mount Kangchenjunga)는 네팔과 인도의 국경에 위치한, 세계 제3봉으로, 높이는 8,586m이다. 8,450m가 넘는 네 개의 봉우리를 포함하여 다섯 개의 봉우리가 있다고 하여 ‘다섯 개의 눈의 보고’라는 뜻을 가지고 있다.
칸첸중가의 다섯 봉우리는 다음과 같다.
- 칸첸중가 주봉 8,586 m
- 칸첸중가 서봉 (얄룽캉산) 8,505 m
- 칸첸중가 중봉 8,482 m
- 칸첸중가 남봉 8,494 m
- 캄바첸 7,902 m

위 봉우리 중 얄룽캉산은 칸첸중가의 위성봉이면서도 독립봉으로서 인정을 받고 있어 최근에는 로체샤르산와 함께 8,000m 이상의 고봉을 의미하는 14좌에 더해 16좌로 일컬어지기도 한다. 인도의 피서지 다질링으로부터 백설에 덮인 산들을 조망할 수 있어 찾아드는 관광객이 많다.
최초의 등반시도는 1899년으로 거슬러 올라간다. 처음 등반에 성공한 것은 1955년 5월 25일 영국의 조지 밴드와 조 브라운이며, 찰스 에번스가 팀을 이끌었다.

## 같이 보기
- 최고 고도순 나라 목록